# Koninklijke Fabriek F.W. Braat NV
Koninklijke Fabriek F.W. Braat was een in 1844 door meester-loodgieter Frederik Willem Braat sr.(1822-1889), opgerichte metaalfabriek die binnen de gemeente Delft lag, net buiten de stedelijke bebouwing. Het bedrijf richtte zich aanvankelijk op de vervaardiging van zinken artikelen vervaardigde voor buitengebruik. Daarna volgde het gebruik van brons, waaruit de fabriek tal van producten vervaardigde, zoals raamkozijnen voor tal van bedrijven. Het was een familiebedrijf, met opeenvolgende directeuren met de naam Frederik Willem Braat. Zo ging het bedrijf in 1884 over in handen van twee zoons en een schoonzoon. Na de overname door OGEM in 1971 bleef het bedrijf tot 1983 bestaan. 

## Geschiedenis
In de Delftsche Courant van 10 Mei 1844 kondigde Frederik Willem Braat Sr. in een advertentie aan “zich alhier te vestigen als Mr. Loodgieter en zijn Affaire op den 13de Mei 1844 te openen”. Het Delftse loodgietersbedrijf van Braat was een van de eerste in Nederland dat zink in plaats van het gebruikelijke lood toepaste voor het bedekken van daken. De firma leverde deze zinken dakbedekking o.a. voor de eerste stations van de Nederlandse Spoorwegen.

### Siersmeedwerk
Zoon Frederik Willem jr. werd eerst naar de Parijse firma Ed. Coutelier gestuurd, een innovatief bedrijf waar zinken producten werden gemaakt, om de kneepjes van het vak te leren alvorens hij in 1877 in het familiebedrijf kwam te werken. Met de komst van Braat junior begon de firma Braat zelf met het produceren van zinken ornamenten, zoals balustraden, lantaarns en [[[fontein]]en, waarvoor het bij internationale tentoonstellingen diverse onderscheidingen ontving. Commerciële erkenning kreeg het bedrijf door opdrachten vervaardiging van zinken ornamentiek voor opdrachtgevers als het nieuwe concertgebouw in Amsterdam. Ook vond verkoop plaats tot ver in het buitenland.

### Predicaten
In 1874 kreeg Braat het predicaat 'hofleverancier' en in 1881 werd het bedrijf 'koninklijk'.

### Kunstenaars
Op advies van architect A.L. van Gendt ging de inmiddels 'Koninklijke Stoomfabriek van Zinkwerken' zich in de jaren tachtig steeds meer toeleggen op kunstsmeedwerk. Vanaf 1888 was, naast P.G. Duchóteau, beeldhouwer Karel Cramer als artistiek ontwerper en constructeur verantwoordelijk voor de uitvoering hiervan. Hij ontwierp lampen en smeedijzeren hekken in golvende, lineaire stijl van de Art-nouveau. Ook gerenommeerde kunstenaars en architecten als Willem Kromhout, Johan Mutters, Theodorus Sluyterman en Jan Verheul lieten hun ontwerpen door de Koninklijke Fabriek F.W. Braat uitvoeren.

### Kozijnen
De Koninklijke Fabriek F.W. Braat N.V. uit Delft had zich in het begin van haar bestaan vooral toegelegd op siersmeedwerk, maar verruiming van werkzaamheden en producten resulteerde in de bronzen kozijnen. Louis Marie Cordonnier, de architect van het Vredespaleis in Den Haag, zal in 1908 zo ongeveer de eerste zijn geweest die zijn ontwerp uitgevoerd zag met de bronzen kozijnen van de firma Braat.
De vraag naar brons groeide tijdens de Eerste Wereldoorlog toen de prijs van brons daalde. Complete kozijnen, inclusief het hang- en sluitwerk werden in brons gegoten. De fabrikant prees de voordelen als volgt: "het licht wordt door geen plompe stijlen tegengehouden, doch kan vrijelijk toetreden".
In het 139-jarig bestaan van de fabriek was de verkoop van maatwerkkozijnen een goede bron van inkomsten. Het bedrijf verwierf echter zijn sterkste marktpositie met de productie van stalen kozijnen in standaardmaten en de toepassing van roestwerende behandelingen.

### Nieuwe behandelmethode
In 1913 werd een nieuwe roestwerende metaalbehandeling ontwikkeld, het schoperen. Met een spuitpistool met daarin vloeibaar metaal kon een beschermende laag worden aangebracht. De firma Braat vroeg in 1923 een licentie aan voor toepassing van het procedé. Ook de kozijnen werden voortaan op deze manier behandeld. Met 26 pistolen had Braat de grootste werkplaats voor roestwerende behandelingen ter wereld.

### Verwarmingssystemen
Voortvloeiend uit de vervaardiging van kachels legde Braat in 1915 voor het Rijkskrankzinnigengesticht te Woensel het eerste wijkverwarmingssysteem aan, gevolgd in 1925 door een dergelijk systeem in Utrecht. Hierbij ontstond binnen het bedrijf de afdeling Centrale Verwarming. Tussen 1920 en 1934 produceerde het bedrijf ook oliebranders en vanaf 1929 oliestookinstallaties.
In samenwerking met het Engelse bedrijf Crittall Windows Ltd. besloot de firma zich te specialiseren in de vervaardiging van stalen kozijnen.
In 1928 liet de firma een speciale werkplaats bouwen om een order van de architecten Johannes Brinkman en Leendert van der Vlugt te kunnen realiseren. Deze hadden bij Braat de kozijnen besteld voor de door hen ontworpen Van Nellefabriek.
Tijdens de Tweede Wereldoorlog lag het productiepeil erg laag en werden alleen noodkachels en sleden vervaardigd.
Na 1945 werd de productie van kozijnen weer hervat en bereikte zijn hoogtepunt rond 1959. In standaardmaten uitgevoerd werden deze op grote schaal geplaatst in woonwijken tijdens de naoorlogse wederopbouw.
In 1971 werd de firma overgenomen door het OGEM-concern. Hierna volgden overnames door een privé-overname van 1983 tot 1990, gevolgd door die van een branchegenoot, en in 1993 door Colt International, waarbij de naam Braat van de gevel verdween. Eind 2008 viel het doek voor het bedrijf in Delft, waarna afbraak van de fabrieksgebouwen plaatsvond. Alleen het uit 1932 daterend kantoorgebouw aan de Hooigracht in Delft bleef bestaan voor herbestemmingen, zoals voor de gemeentelijke sociale dienst en daarna als bedrijfsverzamelgebouw voor startende ondernemers en kunstenaars.

## Speciale kozijnenproducties
De Braat-fabriek maakte de kozijnen voor o.m. de volgende gebouwen:
- Vredespaleis te Den Haag (architect Louis Marie Cordonnier)
- Van Nellefabriek te Rotterdam (architecten J.A. Brinkman en L.C. van der Vlugt)
- Hoofdgebouw NS te Utrecht (architect George van Heukelom)
- Hoofdkantoor van Unilever te Rotterdam (architect Hermann Friedrich Mertens)
- Kantoorgebouw van de Maatschappij tot Uitvoering van Zuiderzeewerken te Wieringen (architect onbekend)
- Fabriekspand van Ford te Rotterdam (architect onbekend)
- Tennishal in Stockholm (architect onbekend)

## Verschillende namen waaronder de fabriek bestond
- Zinkfabriek F.W. Braat (1844-1882);
- Koninklijke Zinkfabriek F.W. Braat (1882-1907);
- Naamlooze Vennootschap F.W. Braat's Koninklijke Stoomfabriek van Werken in Zink en Andere Metalen (1907-1915);
- Naamlooze Vennootschap F.W. Braat's Koninklijke Fabriek van Metaalwerken (1915-1929);
- Koninklijke Fabriek F.W. Braat N.V. (1929-1972);
- Fabriek F.W. Braat B.V. (1972-1983).